# René Tamarelle
Pour les articles homonymes, voir Tamarelle.
René Tamarelle est un homme politique français né le 31 décembre 1900 à Availles-Limouzine (Vienne) et mort le 17 mars 1968 à Bihorel.

## Biographie
Après ses études, il combat au Maroc lors de la Guerre du Rif sous les ordres du maréchal Pétain. Il est décoré de la Médaille coloniale et de la Croix du combattant.
Il rejoint par la suite les Croix-de-feu du colonel de La Rocque, puis le PSF. Il est résistant pendant la Seconde Guerre mondiale.
Il est pendant 13 ans directeur de l'école Saint-Sever-Saint-Clément de Rouen puis, à partir de 1942, directeur de l'Institution Saint-Victrice de Bihorel.
En 1945, il rejoint le Parti républicain et social de la réconciliation française et se fait élire maire de Bihorel. Après avoir été sur plusieurs listes électorales, dont celle de Jacques Chastellain, il rejoint l'UDCA de Pierre Poujade. Il est élu député de Seine-Maritime (1re circonscription) en 1956 (jusqu'en 1958). Il reste maire de Bihorel jusqu'à sa mort, en 1968.
Une stèle en son honneur est dressée dans le square René Tamarelle, en contrebas de l'église Notre-Dame-des-Anges de Bihorel. La ligne T2 qui aboutit à Notre-Dame-de-Bondeville part de la station Tamarelle à Bihorel.

## Mandats
- 1945 - 1968 : maire de Bihorel
- 1956 - 1958 : député de la 1re circonscription de Seine-Inférieure

## Distinctions
- Chevalier de la Légion d'honneur
- Médaille coloniale
- Croix du combattant
- Officier d'académie